# Helix (banda)
Helix é uma banda canadense de hard rock/heavy metal formada em 1974. É popular pelo single "Rock You" de 1984.
Em 2019 lançaram seu 14º álbum de estúdio, Old School, dedicado em memória ao guitarrista Paul Hackman, morto em 1992 após um acidente com a van do grupo.

## Integrantes
- Brian Vollmer - vocal, cowbell
- Greg "Fritz" Hinz - bateria
- Daryl Gray - baixo, teclados, piano
- Chris Julke - guitarra
- Gary Borden - guitarra

## Discografia

### Álbuns de estúdio
- 1979 - Breakin' Loose
- 1981 - White Lace & Black Leather
- 1983 - No Rest for the Wicked
- 1984 - Walkin' the Razor's Edge
- 1985 - Long Way To Heaven
- 1987 - Wild In The Streets
- 1990 - Back For Another Taste
- 1993 - It's A Business Doin' Pleasure
- 2004 - Rockin' In My Outer Space
- 2004 - Never Trust Anyone Over 30
- 2004 - Rockin' You for 30 Years
- 2006 - Get Up!
- 2007 - The Power Of Rock And Roll
- 2008 - A Heavy Mental Christmas
- 2009 - Vagabond Bones

### Compilações
- 1989 - Over 60 Minutes With...Helix
- 1991 - The Early Year
- 1999 - B-Sides
- 1999 - Deep Cuts: The Best Of Helix
- 2000 - Back 2 Back Hits (compilação com o grupo Vixen)
- 2007 - Rockin' You for 30 Years

### Ao vivo
- 1985 - Live at the Marquee
- 1998 - Half Alive
- 2002 - Live! In Buffalo